# Mirrors (album, Blue Öyster Cult)
Mirrors je šesté studiové album americké hardrockové kapely Blue Öyster Cult. Vydáno bylo v červnu roku 1979 společností Columbia Records. Nahráno bylo v několika různých studiích v New Yorku, Burbanku a Los Angeles. V hitparádě Billboard 200 se deska umístila na 44. příčce. Producentem desky byl Tom Werman; jde tak o vůbec první album skupiny, na němž se coby producent nepodílel její manažer Sandy Pearlman.

## Seznam skladeb
1. Dr. Music – 3:10
2. The Great Sun Jester – 4:48
3. In Thee – 3:48
4. Mirrors – 3:44
5. Moon Crazy – 4:06
6. The Vigil – 6:25
7. I Am the Storm – 3:42
8. You're Not the One (I Was Looking For) – 3:14
9. Lonely Teardrops – 3:37

## Obsazení
Blue Öyster Cult
- Eric Bloom – kytara, zpěv
- Donald „Buck Dharma“ Roeser – kytara, zpěv
- Allen Lanier – kytara, klávesy
- Joe Bouchard – baskytara, zpěv
- Albert Bouchard – bicí, zpěv

Ostatní hudebníci
- Mickey Raphael – harmonika
- Jai Winding – smyčce
- Ellen Foley – doprovodné vokály
- Genya Ravan – doprovodné vokály
- Wendy Webb – doprovodné vokály